# Antonio Santillán
Antonio Santillán Esteban, conosciuto anche come A.S. Esteban, Antonio S. Esteban e Antonio Esteban (Madrid, 1909 – Barcellona, 1966), è stato un regista e sceneggiatore spagnolo, conosciuto per aver diretto i film Quattro alla frontiera (Cuatro en la frontera) del 1958 e Il rinnegato del deserto (Una ráfaga de plomo) del 1965 co-regia di Paolo Heusch.

## Filmografia

### Regista
- Enemigos (1943)
- La noche del martes (1944)
- Almas en peligro (1952)
- El presidio (1954)
- El ojo de cristal (1956)
- Sucedió en mi aldea (1956)
- Hospital de urgencia (1956)
- Quattro alla frontiera (Cuatro en la frontera) (1958)
- Cita imposible (1958)
- Los desamparados (1962)
- Senda torcida (1963)
- Trampa mortal (1963)
- Il rinnegato del deserto (Una ráfaga de plomo), co-regia di Paolo Heusch (1965)

### Sceneggiatura
- La spietata colt del gringo (La venganza de Clark Harrison), regia di José Luis Madrid (1966)